# Фріули
Фріули або Фурлани — народність в Італії. Чисельність від 800 тис. до 1,5 мільйона осіб, з яких близько 530 тис. проживають в області Фріулі-Венеція-Джулія на північному сході країни — в муніципалітетах Удіне, Порденоне і в частинах Гориція, а також в провінції Венеція. Розмовляють фріульською мовою, практично всі носії володіють італійською. Віряни — католики. Є другою за кількістю мовців меншиною в Італії. Ще 170,000 фріулів живуть в інших місцевостях Італії і близько 800,000 фріулів мешкають за межами Італії.

## Історія
Назва «фріули» походить від латинської «Foroiulani» — «жителі міста Форум-Юлії (Forum Iulii)», нині Чивідале-дель-Фріулі. Самоназва — «Фурлан».
Фріули є нащадками племен, які історично жили в області Фріулі: евганеі, венети, галльське плем'я карнів. Територія повністю увійшла до складу Римської імперії до I століття до н. е. До IV—V ст. населення було повністю романізованим. Надалі в етногенезі фріулів брали участь вестготи, гуни, остготи, лангобарди, а також слов'янські племена хорутан.
З XV століття фріули зазнали сильний італійський вплив, а після входження їх земель до складу об'єднаної Італії в 1866 р. практично асимілювалися з італійцями.